# (8571) Taniguchi
(8571) Taniguchi est un astéroïde de la ceinture principale.

## Description
(8571) Taniguchi est un astéroïde de la ceinture principale. Il fut découvert le 20 octobre 1996 à Ōizumi par Takao Kobayashi. Il présente une orbite caractérisée par un demi-grand axe de 2,85 UA, une excentricité de 0,07 et une inclinaison de 1,0° par rapport à l'écliptique.

## Compléments